# Škand gumáník vičár
Škand gumáník vičár „Výklad lámající pochybnosti“ je středoperské zarathuštrické dílo sepsané Martánfarruchem, synem Óhrmazddátovým v druhé polovině 9. století. Jedná se o polemický a apologetický text bránící zarathuštrismus proti cizím náboženstvím: islámu, křesťanství, judaismu a manicheismu, ale také proti bezvěrectví, materialismu, pochybovačnosti a volnomyšlenkářství.
Kniha obsahuje šestnáct kapitol z nichž poslední se nezachovala kompletní. V první kapitole se autor představuje a líčí své náboženské hledání, kterého vedlo následování zarathuštrismu. V kapitolách dvě až deset je vysvětlováno zarathuštrické učení, stvoření světa, povahu dualismu Pravdivosti a Klamství a existence zla. V této části díla je věnována také zvláštní pozornost ateismu a materialismu, a kapitola desátá poukazuje na to že se i jiná náboženství uchylují k dualismu když chtějí vysvětlit existenci zla ve světě, ač dualismus teoreticky odmítají. Zbylé kapitoly jsou kritikou ostatních náboženství a ukazují že autor s nimi byl dobře seznámen. Martánfarruch se opět zaobírá dualismem a tvrdí že přisuzování původu zla Bohu musí Boha urážet, kritizuje biblické podání o tom že Bůh tvořil z ničeho a zároveň na toto tvoření potřeboval šest dní nebo to že biblický Bůh se chová se hněvá a mstí. Poslední kapitola se věnuje kritice manicheismus, je však nekompletní.